# یواس‌اس کریمر (دی‌ئی-۳۰۸)
یواس‌اس کریمر (دی‌ئی-۳۰۸) (به انگلیسی: USS Creamer (DE-308)) یک کشتی بود که طول آن ۲۸۹ فوت ۵ اینچ (۸۸٫۲۱ متر) بود. این کشتی در سال ۱۹۴۴ ساخته شد.